# Lhospitalet
Pour les articles homonymes, voir L'Hospitalet (homonymie).
Lhospitalet est une ancienne commune française, située dans le sud-ouest du département du Lot en région Occitanie.
Elle est également dans le Quercy Blanc, une région naturelle correspondant à la partie méridionale du Quercy, devant son nom à ses calcaires lacustres du Tertiaire.
Exposée à un climat océanique altéré, elle est drainée par la Barguelonne, le Lendou, le ruisseau de Lacoste et par un autre cours d'eau. La commune possède un patrimoine naturel remarquable : un site Natura 2000 (les « serres de Saint-Paul-de-Loubressac et de Saint-Barthélémy, et causse de Pech Tondut ») et deux zones naturelles d'intérêt écologique, faunistique et floristique.
Lhospitalet est une commune rurale qui compte 499 habitants en 2022, après avoir connu une forte hausse de la population depuis 1962.  Elle fait partie de l'aire d'attraction de Cahors. Ses habitants sont appelés les Hospitalétiens ou  Hospitalétiennes.
En 2025, elle fusionne avec Pern et devient Pern-Lhospitalet.

## Géographie
Commune située dans l'aire urbaine de Cahors sur la RD 659 près des sources du Lendou et du Bartassec.
Au XIe siècle, un hôpital qui prit le nom de Dame-Hélène a donné son nom à cette petite commune. À quelques centaines de mètres de là, à l'est, existait, encore en 1790, la commanderie de Granéjouls des hospitaliers de Saint-Jean de Jérusalem.

### Communes limitrophes
Les communes limitrophes sont  Fontanes, Labastide-Marnhac et Le Montat.
| Labastide-Marnhac | Le Montat   |          |
|                   | Lhospitalet | Fontanes |
|                   | Pern        |          |

### Climat
Pour des articles plus généraux, voir Climat de l'Occitanie et Climat du Lot.
En 2010, le climat de la commune est de type climat océanique altéré, selon une étude s'appuyant sur une série de données couvrant la période 1971-2000. En 2020, Météo-France publie une typologie des climats de la France métropolitaine dans laquelle la commune est toujours exposée à un climat océanique altéré et est dans la région climatique Aquitaine, Gascogne, caractérisée par une pluviométrie abondante au printemps, modérée en automne, un faible ensoleillement au printemps, un été chaud (19,5 °C), des vents faibles, des brouillards fréquents en automne et en hiver et des orages fréquents en été (15 à 20 jours).
Pour la période 1971-2000, la température annuelle moyenne est de 12,3 °C, avec une amplitude thermique annuelle de 15,7 °C. Le cumul annuel moyen de précipitations est de 882 mm, avec 10,4 jours de précipitations en janvier et 6,2 jours en juillet. Pour la période 1991-2020, la température moyenne annuelle observée sur la station météorologique la plus proche, située sur la commune du Montat à 4 km à vol d'oiseau, est de 13,3 °C et le cumul annuel moyen de précipitations est de 824,6 mm,. Pour l'avenir, les paramètres climatiques de la commune estimés pour 2050 selon différents scénarios d’émission de gaz à effet de serre sont consultables sur un site dédié publié par Météo-France en novembre 2022.

### Milieux naturels et biodiversité

#### Réseau Natura 2000

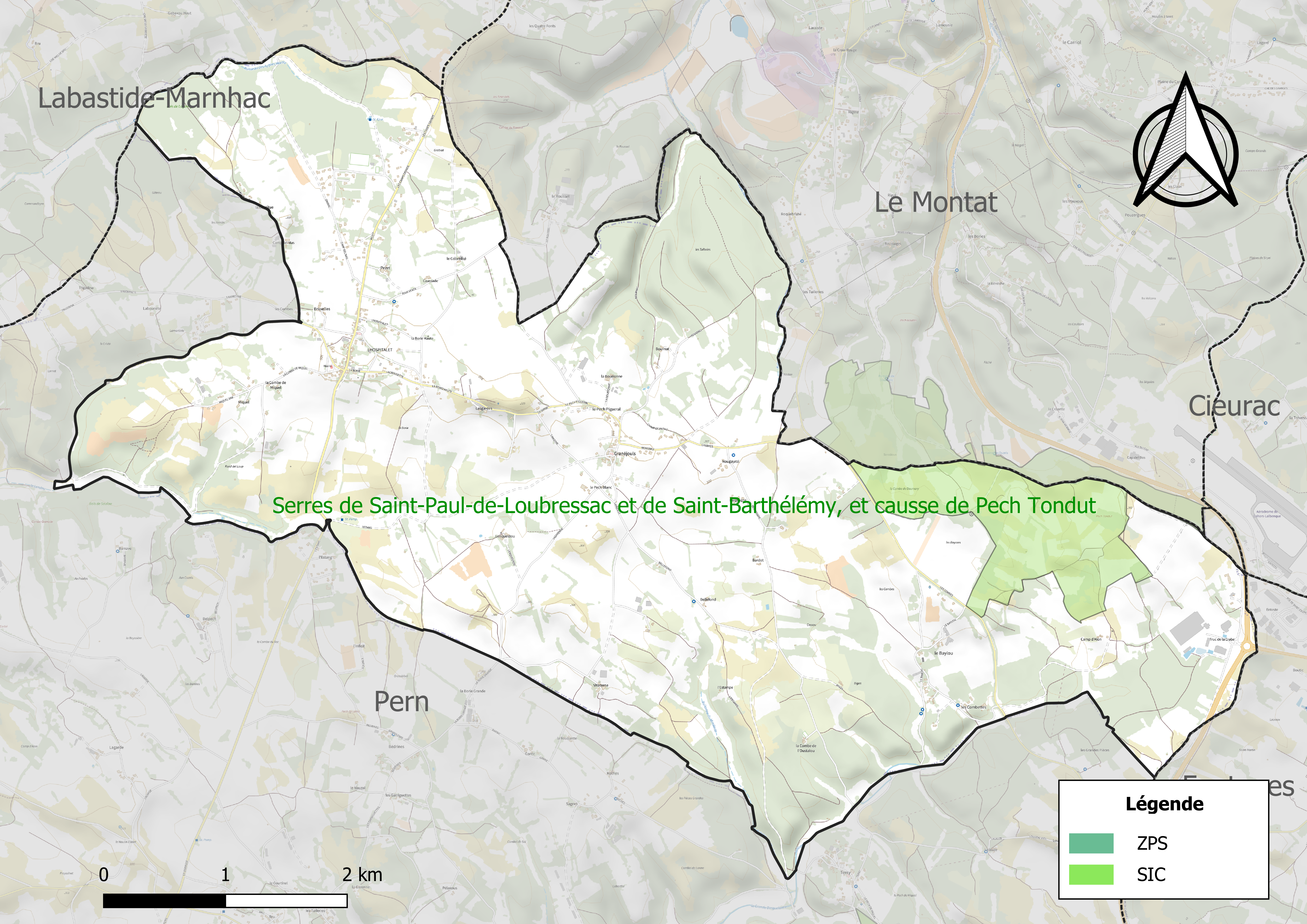
Site Natura 2000 sur le territoire communal.

Le réseau Natura 2000 est un réseau écologique européen de sites naturels d'intérêt écologique élaboré à partir des directives habitats et oiseaux, constitué de zones spéciales de conservation (ZSC) et de zones de protection spéciale (ZPS).
Un site Natura 2000 a été défini sur la commune au titre de la directive habitats : les « serres de Saint-Paul-de-Loubressac et de Saint-Barthélémy, et causse de Pech Tondut », d'une superficie de 832 ha, abritant diverses espèces en limite d'aire ou en aire disjointe sur le Lot : Aphyllanthes monspeliensis, Leucanthemum graminifolium, Genista hispanica.

#### Zones naturelles d'intérêt écologique, faunistique et floristique

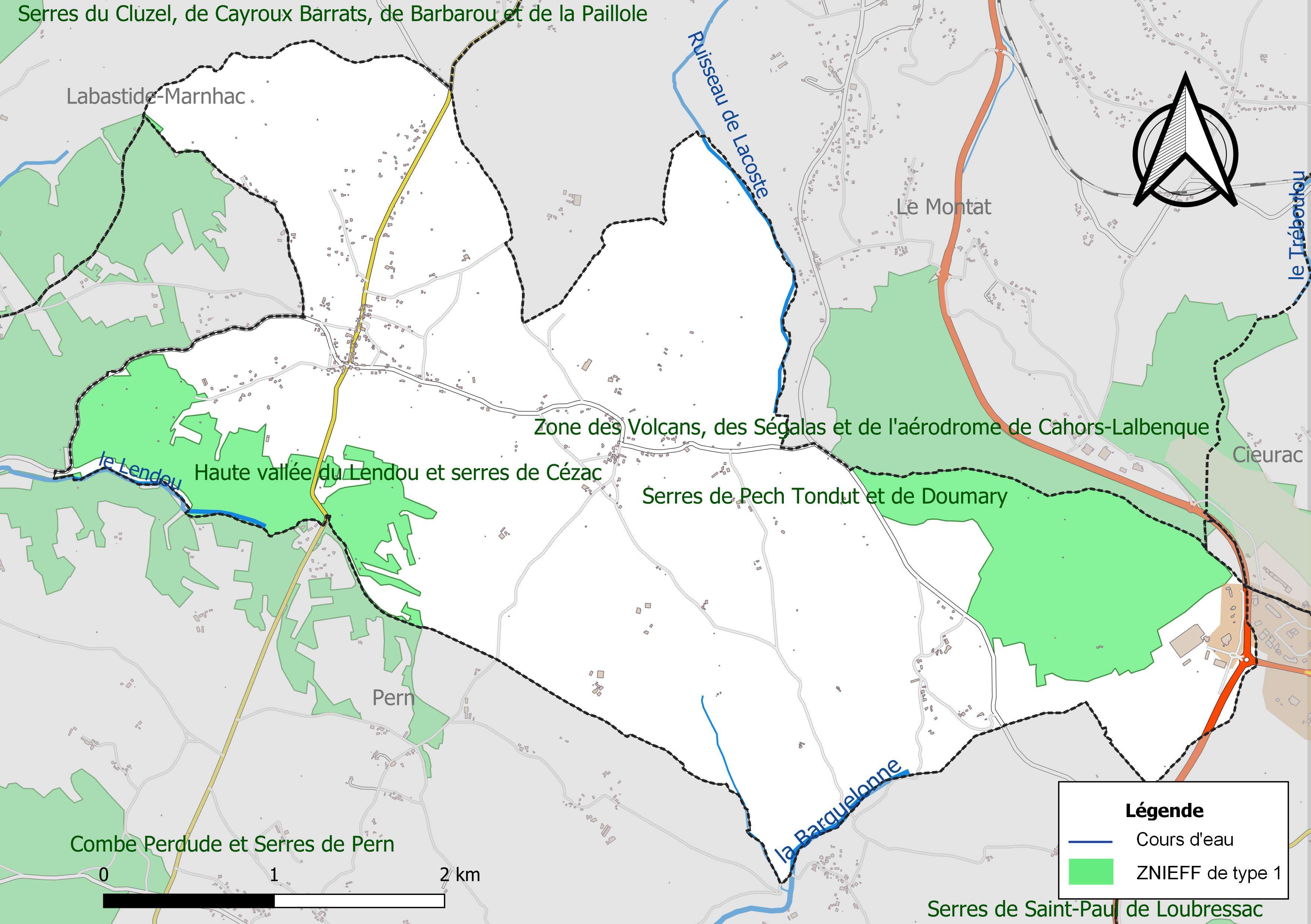
Carte des ZNIEFF de type 1 localisées sur la commune.

L’inventaire des zones naturelles d'intérêt écologique, faunistique et floristique (ZNIEFF) a pour objectif de réaliser une couverture des zones les plus intéressantes sur le plan écologique, essentiellement dans la perspective d’améliorer la connaissance du patrimoine naturel national et de fournir aux différents décideurs un outil d’aide à la prise en compte de l’environnement dans l’aménagement du territoire.
Deux ZNIEFF de type 1 sont recensées sur la commune :
la « haute vallée du Lendou et serres de Cézac » (1 133 ha), couvrant 5 communes du département et 
les « serres de pech Tondut et de Doumary » (251 ha), couvrant 3 communes du département.

## Urbanisme

### Typologie
Au 1er janvier 2024, Lhospitalet est catégorisée commune rurale à habitat dispersé, selon la nouvelle grille communale de densité à sept niveaux définie par l'Insee en 2022.
Elle est située hors unité urbaine. Par ailleurs la commune fait partie de l'aire d'attraction de Cahors, dont elle est une commune de la couronne,. Cette aire, qui regroupe 78 communes, est catégorisée dans les aires de 50 000 à moins de 200 000 habitants,.

### Occupation des sols
L'occupation des sols de la commune, telle qu'elle ressort de la base de données européenne d’occupation biophysique des sols Corine Land Cover (CLC), est marquée par l'importance des territoires agricoles (78,4 % en 2018), en diminution par rapport à 1990 (79,5 %). La répartition détaillée en 2018 est la suivante : 
zones agricoles hétérogènes (76,5 %), forêts (19,2 %), zones industrielles ou commerciales et réseaux de communication (2,4 %), prairies (1,9 %). L'évolution de l’occupation des sols de la commune et de ses infrastructures peut être observée sur les différentes représentations cartographiques du territoire : la carte de Cassini (XVIIIe siècle), la carte d'état-major (1820-1866) et les cartes ou photos aériennes de l'IGN pour la période actuelle (1950 à aujourd'hui).

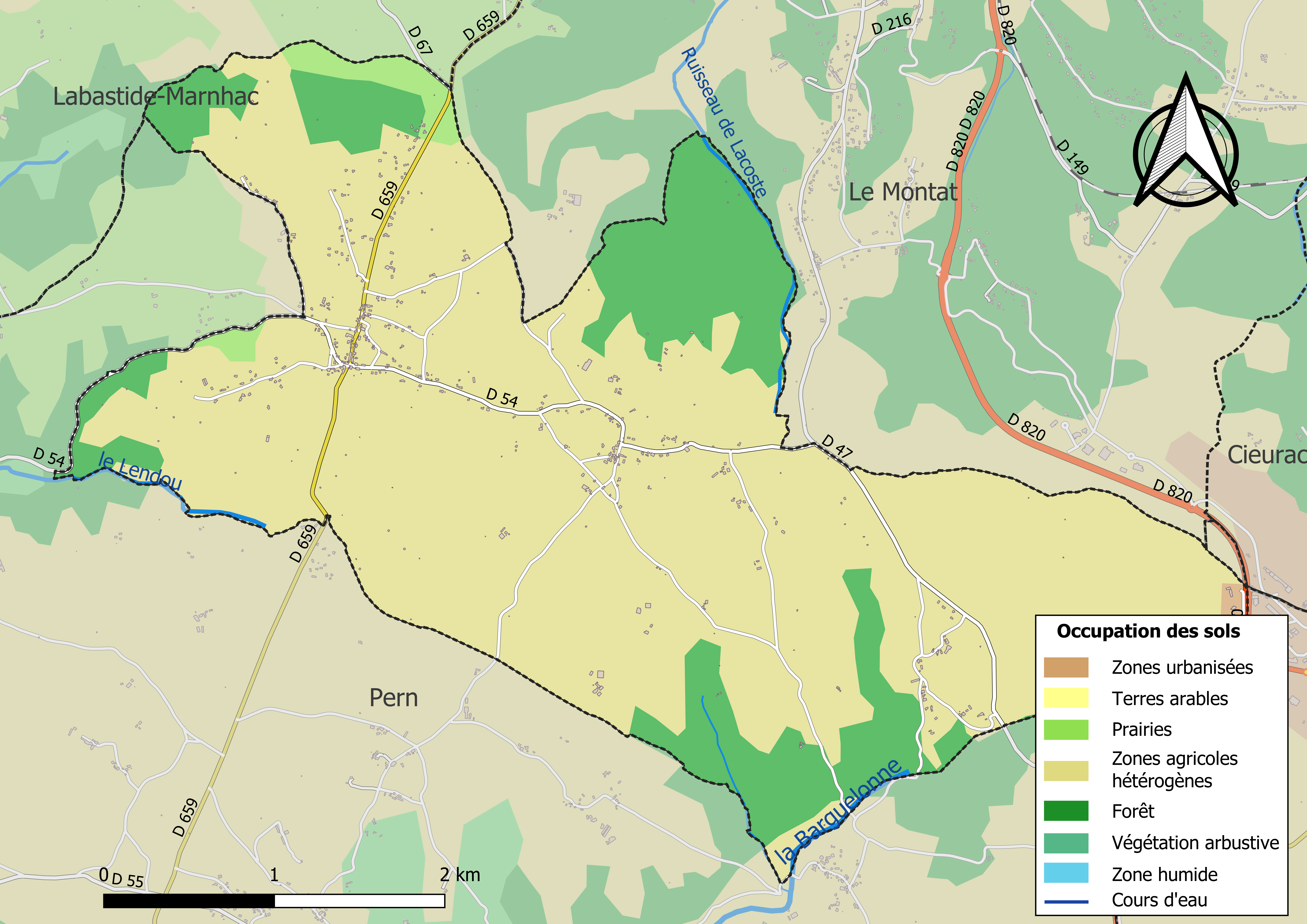
Carte des infrastructures et de l'occupation des sols de la commune en 2018 (CLC).

### Risques majeurs
Le territoire de la commune de Lhospitalet est vulnérable à différents aléas naturels : météorologiques (tempête, orage, neige, grand froid, canicule ou sécheresse), inondations, feux de forêts, mouvements de terrains et séisme (sismicité très faible). Il est également exposé à un risque technologique,  le transport de matières dangereuses. Un site publié par le BRGM permet d'évaluer simplement et rapidement les risques d'un bien localisé soit par son adresse soit par le numéro de sa parcelle.

#### Risques naturels
Certaines parties du territoire communal sont susceptibles d’être affectées par le risque d’inondation par débordement de cours d'eau, notamment la Barguelonne, le Lendou et le ruisseau de Lacoste. La cartographie des zones inondables en ex-Midi-Pyrénées réalisée dans le cadre du XIe Contrat de plan État-région, visant à informer les citoyens et les décideurs sur le risque d’inondation, est accessible sur le site de la DREAL Occitanie. La commune a été reconnue en état de catastrophe naturelle au titre des dommages causés par les inondations et coulées de boue survenues en 1982, 1993, 1996, 1999 et 2010,.
Lhospitalet est exposée au risque de feu de forêt. Un plan départemental de protection des forêts contre les incendies a été approuvé par arrêté préfectoral le 30 novembre 2015 pour la période 2015-2025. Les propriétaires doivent ainsi couper les broussailles, les arbustes et les branches basses sur une profondeur de 50 mètres, aux abords des constructions, chantiers, travaux et installations de toute nature, situées à moins de 200 mètres de terrains en nature
de bois, forêts, plantations, reboisements, landes ou friches. Le brûlage des déchets issus de l’entretien des parcs et jardins des ménages et des collectivités est interdit. L’écobuage est également interdit, ainsi que les feux de type méchouis et barbecues, à l’exception de ceux prévus dans des installations fixes (non situées sous couvert d'arbres) constituant une dépendance d'habitation.

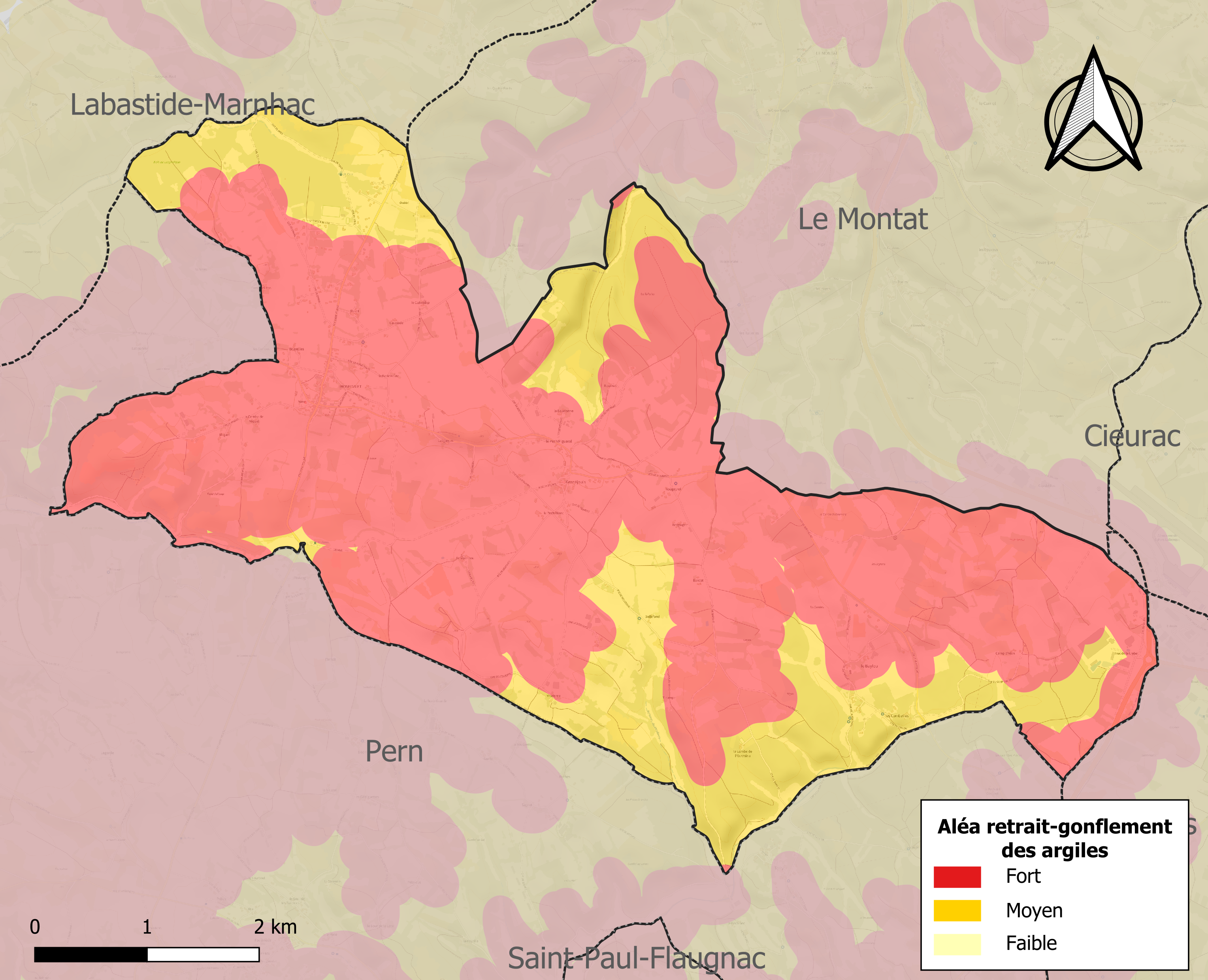
Carte des zones d'aléa retrait-gonflement des sols argileux de Lhospitalet.

Les mouvements de terrains susceptibles de se produire sur la commune sont des affaissements et effondrements liés aux cavités souterraines (hors mines), des éboulements, chutes de pierres et de blocs, des glissements de terrain et des tassements différentiels. Par ailleurs, afin de mieux appréhender le risque d’affaissement de terrain, l'inventaire national des cavités souterraines permet de localiser celles situées sur la commune.
Le retrait-gonflement des sols argileux est susceptible d'engendrer des dommages importants aux bâtiments en cas d’alternance de périodes de sécheresse et de pluie. La totalité de la commune est en aléa moyen ou fort (67,7 % au niveau départemental et 48,5 % au niveau national). Sur les 242 bâtiments dénombrés sur la commune en 2019, 242 sont en aléa moyen ou fort, soit 100 %, à comparer aux 72 % au niveau départemental et 54 % au niveau national. Une cartographie de l'exposition du territoire national au retrait gonflement des sols argileux est disponible sur le site du BRGM,.
Par ailleurs, afin de mieux appréhender le risque d’affaissement de terrain, l'inventaire national des cavités souterraines permet de localiser celles situées sur la commune.
Concernant les mouvements de terrains, la commune a été reconnue en état de catastrophe naturelle au titre des dommages causés par des mouvements de terrain en 1999.

#### Risques technologiques
Le risque de transport de matières dangereuses sur la commune est lié à sa traversée par une route à fort trafic. Un accident se produisant sur une telle infrastructure est susceptible d’avoir des effets graves sur les biens, les personnes ou l'environnement, selon la nature du matériau transporté. Des dispositions d’urbanisme peuvent être préconisées en conséquence.

## Toponymie
Le toponyme Lhospitalet est basé sur le latin hospitalis et désigne un petit hôpital.

## Le pèlerinage de Compostelle
Sur la via Podiensis du pèlerinage de Saint-Jacques-de-Compostelle.
On vient de Labastide-Marnhac, la prochaine commune est Lascabanes, et l'église d'Escayrac.

## Histoire
C'est entre 1095 (selon le chroniqueur Fouilhac, suivi par l'historien quercynois G. Lacoste) et le milieu du XIIIe siècle, que Dame Hélène (de Castelnau) et sa suivante, s'étant embourbées avec leurs montures dans un « fangas », au fond d'un vallon, crurent ne pas pouvoir se dégager. Dame Hélène fit alors le vœu, si elles parvenaient à se sortir de ce mauvais pas, de se consacrer aux soins des pauvres et des pèlerins. Ayant pu regagner la terre ferme, elle s'acquitta de son vœu.
C'est là l'origine de l'hôpital Saint-Jacques de L'Hospitalet, dit « de Dame Hélène », situé quelque peu au sud de Cahors, au carrefour du chemin venant de cette ville et se dirigeant vers Moissac, par Castelnau Montratier et la vallée du Lendou ou par Durfort-Lacapelette, et de l'ancienne voie romaine venant de Varaire et Granéjouls où se trouvait aussi un autre hôpital qui lui fut uni en 1246.
C'était un petit hôpital le long duquel s'étira ultérieurement la bourgade. De cet établissement, il ne reste plus trace, sauf une arcade enchâssée dans un mur qui pourrait être un vestige de la chapelle. On ne connaît même pas son emplacement exact.
Un testament du 15 août 1566 apporte quelques précisions : la « Maison-Dieu de L'Hospitalet », dite de « la fondation de saint Jacques », est gratifiée d'un legs de terres « pour l'entretenement des dix pauvres de Dieu tant de L'Hospitalet de Granéjouls et autres passans et repassans ». Il s'agit donc d'un hôpital de capacité modeste. Rien d'étonnant à cela, d'autres sont proches, à commencer par les hôpitaux de Cahors.
Au XVIIe siècle, le vocable de saint Jacques est solidement attaché à cette maison, nommée usuellement « commanderie de L'Hospitalet ou de l'hôpital saint Jacques dudit lieu de L'Hospitalet » tandis que son annexe de Granéjouls est présentée comme spécialement destinée aux pèlerins de Saint-Jacques. Cette vocation remonte-t-elle au temps de sa fondation ? Très probablement à l'année 1246, époque de la fusion avec Granéjouls, comme le rapporte un document de 1678.

## Politique et administration
| Période                                  | Période                   | Identité            | Étiquette | Qualité |
| ---------------------------------------- | ------------------------- | ------------------- | --------- | --- |
| Les données manquantes sont à compléter. |                           |                     |           | |
| 1802                                     | 1819                      | Pierre Rulié        |           | |
| 1819                                     | 1825                      | Pierre-hugues Rulié |           | |
| 1825                                     | 1830                      | Pierre Chanut       |           | |
| 1830                                     | 1836                      | Pierre-hugues Rulie |           | |
| 1836                                     | 1862                      | Pierre Chanut       |           | |
| 1862                                     | 1872                      | Jean Combebias      |           | |
| 1872                                     | 1887                      | Pierre Combebias    |           | |
| 1887                                     | 1888                      | R. Bonnet           |           | |
| 1888                                     | 1893                      | Pierre Combebias    |           | |
| 1893                                     | 1908                      | Grégoire Combevbias |           | |
| 1908                                     | 1923                      | Pierre Daude        |           | |
| 1923                                     | 1929                      | Lucien Bonnet       |           | |
| 1929                                     | 1941                      | Paul Bouzerand      |           | |
| 1941                                     | 1947                      | Clément Laporte     |           | |
| 1947                                     | 1953                      | Adrien Molinie      |           | |
| 1953                                     | 1959                      | Adrien Baudel       |           | |
| 1959                                     | 1971                      | Louis Soupa         |           | |
| 1971                                     | 1977                      | Jacques Castel      |           | |
| mars 1977                                | janvier 2009              | Jean-Claude Bessou  | PRG       | Contrôleur DDCCRF Conseiller général de Castelnau-Montratier, (2001 → 2015) Vice-président du conseil général du Lot[Quand ?] conseiller départemental des Marches du Sud-Quercy (2015 → 2018) Président de Territoires Énergies Lot (ex-FDEL Président de la CC de Castelnau-Montratier ( ? → 2013) Président de la CC du Quercy Blanc (2014 → 2020) |
| février 2009                             | mai 2020                  | Jean-Pierre Alméras | PRG       | Agriculteur propriétaire-exploitant |
| mai 2020                                 | En cours (au 5 juin 2020) | Jean-Luc Estradel   |           | Vice-président de la CCdu Quercy Blanc (2020 → ) |

## Démographie
L'évolution du nombre d'habitants est connue à travers les recensements de la population effectués dans la commune depuis 1793. Pour les communes de moins de 10 000 habitants, une enquête de recensement portant sur toute la population est réalisée tous les cinq ans, les populations de référence des années intermédiaires étant quant à elles estimées par interpolation ou extrapolation. Pour la commune, le premier recensement exhaustif entrant dans le cadre du nouveau dispositif a été réalisé en 2007.

En 2022, la commune comptait 499 habitants, en évolution de +3,31 % par rapport à 2016 (Lot : +1,31 %, France hors Mayotte : +2,11 %).
| 1793 | 1800 | 1806 | 1821 | 1831 | 1836 | 1841 | 1846 | 1851 |
| ---- | ---- | ---- | ---- | ---- | ---- | ---- | ---- | ---- |
| 318  | 683  | 677  | 620  | 697  | 654  | 704  | 699  | 682  |

| 1856 | 1861 | 1866 | 1872 | 1876 | 1881 | 1886 | 1891 | 1896 |
| ---- | ---- | ---- | ---- | ---- | ---- | ---- | ---- | ---- |
| 618  | 649  | 637  | 618  | 609  | 574  | 521  | 460  | 429  |

| 1901 | 1906 | 1911 | 1921 | 1926 | 1931 | 1936 | 1946 | 1954 |
| ---- | ---- | ---- | ---- | ---- | ---- | ---- | ---- | ---- |
| 385  | 402  | 369  | 309  | 310  | 284  | 267  | 246  | 228  |

| 1962 | 1968 | 1975 | 1982 | 1990 | 1999 | 2006 | 2007 | 2012 |
| ---- | ---- | ---- | ---- | ---- | ---- | ---- | ---- | ---- |
| 218  | 241  | 262  | 272  | 299  | 373  | 441  | 451  | 448  |

| 2017 | 2022 | - | - | - | - | - | - | - |
| ---- | ---- | - | - | - | - | - | - | - |
| 496  | 499  | - | - | - | - | - | - | - |

## Économie

### Revenus
En 2018, la commune compte 195 ménages fiscaux, regroupant 467 personnes. La médiane du revenu disponible par unité de consommation est de 22 840 € (20 740 € dans le département).

### Emploi
|                | 2008  | 2013  | 2018  |
| -------------- | ----- | ----- | ----- |
| Commune        | 5,3 % | 4,5 % | 8 %   |
| Département    | 7,3 % | 8,9 % | 9,6 % |
| France entière | 8,3 % | 10 %  | 10 %  |

En 2018, la population âgée de 15 à 64 ans s'élève à 328 personnes, parmi lesquelles on compte 80,9 % d'actifs (72,9 % ayant un emploi et 8 % de chômeurs) et 19,1 % d'inactifs,. Depuis 2008, le taux de chômage communal (au sens du recensement) des 15-64 ans est inférieur à celui de la France et du département.
La commune fait partie de la couronne de l'aire d'attraction de Cahors, du fait qu'au moins 15 % des actifs travaillent dans le pôle,. Elle compte 164 emplois en 2018, contre 172 en 2013 et 60 en 2008. Le nombre d'actifs ayant un emploi résidant dans la commune est de 242, soit un indicateur de concentration d'emploi de 67,7 % et un taux d'activité parmi les 15 ans ou plus de 66,7 %.
Sur ces 242 actifs de 15 ans ou plus ayant un emploi, 51 travaillent dans la commune, soit 21 % des habitants. Pour se rendre au travail, 93,7 % des habitants utilisent un véhicule personnel ou de fonction à quatre roues, 0,8 % les transports en commun, 0,8 % s'y rendent en deux-roues, à vélo ou à pied et 4,7 % n'ont pas besoin de transport (travail au domicile).

### Activités hors agriculture
42 établissements sont implantés  à Lhospitalet au 31 décembre 2019. Le tableau ci-dessous en détaille le nombre par secteur d'activité et compare les ratios avec ceux du département,.
| Secteur d'activité                                                                                        | Commune | Commune | Département |
| Secteur d'activité                                                                                        | Nombre  | %       | %           |
| --- | ------- | ------- | ----------- |
| Ensemble                                                                                                  | 42      |         |             |
| Industrie manufacturière, industries extractives et autres                                                | 5       | 11,9 %  | (14 %)      |
| Construction                                                                                              | 11      | 26,2 %  | (13,9 %)    |
| Commerce de gros et de détail, transports, hébergement et restauration                                    | 11      | 26,2 %  | (29,9 %)    |
| Activités financières et d'assurance                                                                      | 2       | 4,8 %   | (2,8 %)     |
| Activités immobilières                                                                                    | 1       | 2,4 %   | (3,5 %)     |
| Activités spécialisées, scientifiques et techniques et activités de services administratifs et de soutien | 3       | 7,1 %   | (13,5 %)    |
| Administration publique, enseignement, santé humaine et action sociale                                    | 7       | 16,7 %  | (12 %)      |
| Autres activités de services                                                                              | 2       | 4,8 %   | (8,7 %)     |

Le secteur du commerce de gros et de détail, des transports, de l'hébergement et de la restauration est prépondérant sur la commune puisqu'il représente 26,2 % du nombre total d'établissements de la commune (11 sur les 42 entreprises implantées  à Lhospitalet), contre 29,9 % au niveau départemental.

### Agriculture
La commune est dans le Quercy Blanc », une petite région agricole couvrant une partie du sud-ouestdu département du Lot. En 2020, l'orientation technico-économique de l'agriculture  sur la commune est la polyculture et/ou le polyélevage.
|               | 1988 | 2000 | 2010 | 2020 |
| ------------- | ---- | ---- | ---- | ---- |
| Exploitations | 30   | 21   | 13   | 13   |
| SAU (ha)      | 524  | 686  | 698  | 602  |

Le nombre d'exploitations agricoles en activité et ayant leur siège dans la commune est passé de 30 lors du recensement agricole de 1988  à 21 en 2000 puis à 13 en 2010 et enfin à 13 en 2020, soit une baisse de 57 % en 32 ans. Le même mouvement est observé à l'échelle du département qui a perdu pendant cette période 60 % de ses exploitations,. La surface agricole utilisée sur la commune est restée relativement stable, passant de 524 ha en 1988 à 602 ha en 2020. Parallèlement la surface agricole utilisée moyenne par exploitation a augmenté, passant de 17 à 46 ha.

## Culture locale et patrimoine

### Lieux et monuments
- L’église Notre-Dame-de-la-Nativité de Lhospitalet, ancienne, remaniée au XVe siècle, dont le chœur était l'oratoire de l'hôpital de Dame-Hélène. On y découvre encore des mosaïques polychromes qui ont appartenu à l'établissement gallo-romain qui a précédé la commanderie. Notice no IA46101243, sur la plateforme ouverte du patrimoine, base Mérimée, ministère français de la Culture.

### Personnalités liées à la commune
- Pierre Perret.

#### Site de l'Insee
1. ↑  « La grille communale de densité », sur le site de l'Insee, 28 mai 2024 (consulté le 28 juin 2024).
2. 1 2  Insee, « Métadonnées de la commune de Lhospitalet ».
3. ↑  « Liste des communes composant l'aire d'attraction de Cahors », sur le site de l'Insee (consulté le 28 juin 2024).
4. ↑  Marie-Pierre de Bellefon, Pascal Eusebio, Jocelyn Forest, Olivier Pégaz-Blanc et Raymond Warnod (Insee), « En France, neuf personnes sur dix vivent dans l’aire d’attraction d’une ville », sur le site de l'Insee, 21 octobre 2020 (consulté le 28 juin 2024).
5. ↑  « REV T1 - Ménages fiscaux de l'année 2018 à Lhospitalet » (consulté le 5 février 2022).
6. ↑  « REV T1 - Ménages fiscaux de l'année 2018 dans le Lot » (consulté le 5 février 2022).
7. 1 2  « Emp T1 - Population de 15 à 64 ans par type d'activité en 2018 à Lhospitalet » (consulté le 5 février 2022).
8. ↑  « Emp T1 - Population de 15 à 64 ans par type d'activité en 2018 dans le Lot » (consulté le 5 février 2022).
9. ↑  « Emp T1 - Population de 15 à 64 ans par type d'activité en 2018 dans la France entière » (consulté le 5 février 2022).
10. ↑  « Base des aires d'attraction des villes 2020 », sur site de l'Insee (consulté le 10 avril 2021).
11. ↑  « Emp T5 - Emploi et activité en 2018 à Lhospitalet » (consulté le 5 février 2022).
12. ↑  « ACT T4 - Lieu de travail des actifs de 15 ans ou plus ayant un emploi qui résident dans la commune en 2018 » (consulté le 5 février 2022).
13. ↑  « ACT G2 - Part des moyens de transport utilisés pour se rendre au travail en 2018 » (consulté le 5 février 2022).
14. ↑  « DEN T5 - Nombre d'établissements par secteur d'activité au 31 décembre 2019 à Lhospitalet » (consulté le 14 février 2022).
15. ↑  « DEN T5 - Nombre d'établissements par secteur d'activité au 31 décembre 2019 dans le Lot » (consulté le 14 février 2022).

#### Autres sources
1. ↑  Carte IGN sous Géoportail
2. 1 2  Daniel Joly, Thierry Brossard, Hervé Cardot, Jean Cavailhes, Mohamed Hilal et Pierre Wavresky, « Les types de climats en France, une construction spatiale », Cybergéo, revue européenne de géographie - European Journal of Geography, no 501,‎ 18 juin 2010 (DOI 10.4000/cybergeo.23155, lire en ligne, consulté le 14 novembre 2023)
3. ↑  « Zonages climatiques en France métropolitaine. », sur pluiesextremes.meteo.fr (consulté le 14 novembre 2023).
4. ↑  « Orthodromie entre Lhospitalet et Le Montat », sur fr.distance.to (consulté le 14 novembre 2023).
5. ↑  « Station Météo-France « Le Montat » (commune du Le Montat) - fiche climatologique - période 1991-2020 », sur donneespubliques.meteofrance.fr (consulté le 14 novembre 2023).
6. ↑  « Station Météo-France « Le Montat » (commune du Le Montat) - fiche de métadonnées. », sur donneespubliques.meteofrance.fr (consulté le 14 novembre 2023).
7. ↑  « Climadiag Commune : diagnostiquez les enjeux climatiques de votre collectivité. », sur meteofrance.fr, novembre 2022 (consulté le 14 novembre 2023).
8. ↑  Réseau européen Natura 2000, Ministère de la transition écologique et solidaire
9. ↑  « Liste des zones Natura 2000 de la commune de Lhospitalet », sur le site de l'Inventaire national du patrimoine naturel (consulté le 2 septembre 2021).
10. ↑  « site Natura 2000 FR7300917 - fiche descriptive », sur le site de l'inventaire national du patrimoine naturel (consulté le 2 septembre 2021).
11. ↑  « Liste des ZNIEFF de la commune de Lhospitalet », sur le site de l'Inventaire national du patrimoine naturel (consulté le 2 septembre 2021).
12. ↑  « ZNIEFF la « haute vallée du Lendou et serres de Cézac » - fiche descriptive », sur le site de l'inventaire national du patrimoine naturel (consulté le 2 septembre 2021).
13. ↑  « ZNIEFF les « serres de pech Tondut et de Doumary » - fiche descriptive », sur le site de l'inventaire national du patrimoine naturel (consulté le 2 septembre 2021).
14. ↑  « CORINE Land Cover (CLC) - Répartition des superficies en 15 postes d'occupation des sols (métropole). », sur le site des données et études statistiques du ministère de la Transition écologique. (consulté le 14 avril 2021).
15. 1 2 3  « Les risques près de chez moi - commune de Lhospitalet », sur Géorisques (consulté le 17 octobre 2022).
16. ↑  BRGM, « Évaluez simplement et rapidement les risques de votre bien », sur Géorisques (consulté le 13 septembre 2022).
17. ↑  DREAL Occitanie, « CIZI », sur occitanie.developpement-durable.gouv.fr (consulté le 13 septembre 2022).
18. ↑  « Dossier départemental des risques majeurs dans le Lot », sur lot.gouv.fr (consulté le 13 septembre 2022), partie 1 -  chapitre Risque inondation.
19. ↑  « Dossier départemental des risques majeurs dans le Lot », sur lot.gouv.fr (consulté le 13 septembre 2022).
20. ↑  « Dossier départemental des risques majeurs dans le Lot », sur lot.gouv.fr (consulté le 13 septembre 2022), chapitre Mouvements de terrain.
21. 1 2  « Liste des cavités souterraines localisées sur la commune de Lhospitalet », sur georisques.gouv.fr (consulté le 13 septembre 2022).
22. ↑  « Retrait-gonflement des argiles », sur le site de l'observatoire national des risques naturels (consulté le 13 septembre 2022).
23. ↑  « Dossier départemental des risques majeurs dans le Lot », sur lot.gouv.fr (consulté le 13 septembre 2022), chapitre Risque transport de matières dangereuses.
24. ↑  Gaston Bazalgues, À la découverte des noms de lieux du Quercy : Toponymie lotoise, Gourdon, Éditions de la Bouriane et du Quercy, juin 2002, 127 p. (ISBN 2-910540-16-2), p. 115.
25. ↑  « Les maires de Lhospitalet », sur Site francegenweb, 19 février 2011 (consulté le 22 octobre 2017).
26. ↑  « Lhospitalet. Le mérite pour Jean-Claude Bessou », Ladepeche.fr,‎ 27 juin 2015 (lire en ligne, consulté le 27 juin 2020).
27. ↑  « Lhospitalet. Les derniers vœux du maire », Ladepeche.fr,‎ 26 janvier 2020 (lire en ligne, consulté le 27 juin 2020) « Il a annoncé en effet ne pas se représenter aux prochaines élections municipales ».
28. ↑  « Lhospitalet : Jean-Luc Estradel succède à Jean-Pierre Almeras à la mairie : Les adjoints ont également été élus », Ladepeche.fr,‎ 5 juin 2020 (lire en ligne, consulté le 27 juin 2020) « Jean-Luc Estradel, adjoint au maire depuis 2016, a été élu maire et succède ainsi à Jean-Pierre Almeras qui siégeait au conseil municipal depuis 1983, maire depuis 2008 ».
29. ↑  L'organisation du recensement, sur insee.fr.
30. ↑  Calendrier départemental des recensements, sur insee.fr.
31. ↑  Des villages de Cassini aux communes d'aujourd'hui sur le site de l'École des hautes études en sciences sociales.
32. ↑  Fiches Insee - Populations de référence de la commune pour les années 2006, 2007, 2008, 2009, 2010, 2011, 2012, 2013, 2014, 2015, 2016, 2017, 2018, 2019, 2020, 2021 et 2022.
33. ↑  « Les régions agricoles (RA), petites régions agricoles(PRA) - Année de référence : 2017 », sur agreste.agriculture.gouv.fr (consulté le 14 février 2022).
34. ↑  Présentation des premiers résultats du recensement agricole 2020, Ministère de l’agriculture et de l’alimentation, 10 décembre 2021
35. 1 2  « Fiche de recensement agricole - Exploitations ayant leur siège dans la commune de Lhospitalet - Données générales », sur recensement-agricole.agriculture.gouv.fr (consulté le 14 février 2022).
36. ↑  « Fiche de recensement agricole - Exploitations ayant leur siège dans le département du Lot » (consulté le 14 février 2022).